# Grevillea georgeana
Espèce
Classification phylogénétique
Grevillea georgeana est une espèce d'arbuste de la famille des Proteaceae endémique d'une région entre Koolyanobbing et Diemals dans le sud-ouest de l'Australie-Occidentale.
Il peut mesurer de 1 à 2,5 mètres de hauteur et produit des fleurs rouges entre juillet et octobre (du milieu de l'hiver au milieu du printemps) dans son aire naturelle. Les feuilles découpées mesurent entre 3 et 7 cm de long.
L'espèce a été décrite pour la première fois par le botaniste Donald McGillivray en 1986.